# Ceraphron fulvus
Ceraphron fulvus är en stekelart som beskrevs av Alekseev 1983. Ceraphron fulvus ingår i släktet Ceraphron och familjen pysslingsteklar. Inga underarter finns listade i Catalogue of Life.